# Paolo Medina
Paolo Medina Etienne (Orizaba, 28 maggio 1999) è un calciatore messicano, difensore del León.

## Caratteristiche tecniche
Nel 2016, è stato inserito nella lista "Next Generation" dei sessanta migliori talenti nati nel 1999, redatta dal quotidiano inglese The Guardian.

## Carriera
Nato a Orizaba, ha iniziato la propria carriera in Spagna, nelle giovanili di Alcobendas e Real Madrid. Il 29 agosto 2017 si è trasferito al Benfica, che lo ha aggregato al proprio settore giovanile. Nel 2018 è stato acquistato dal Monterrey. Mai impiegato dai Rayados, nel 2019 è stato ceduto in prestito al Monarcas Morelia, con cui ha esordito fra i professionisti. Il 1º settembre 2020 è stato acquistato a titolo definitivo dai greci del Panaitōlikos. Il 18 luglio 2021 è stato ceduto all'UD Logroñés, militante nella terza divisione spagnola. Il 19 luglio 2022 si è trasferito in Romania all'Hermannstadt.

## Statistiche

### Presenze e reti nei club
Statistiche aggiornate al 25 febbraio 2023.
| Stagione        | Squadra          | Campionato      | Campionato | Campionato | Coppe nazionali | Coppe nazionali | Coppe nazionali | Coppe continentali | Coppe continentali | Coppe continentali | Altre coppe | Altre coppe | Altre coppe | Totale | Totale |
| Stagione        | Squadra          | Comp            | Pres       | Reti       | Comp            | Pres            | Reti            | Comp               | Pres               | Reti               | Comp        | Pres        | Reti        | Pres   | Reti   |
| --------------- | ---------------- | --------------- | ---------- | ---------- | --------------- | --------------- | --------------- | ------------------ | ------------------ | ------------------ | ----------- | ----------- | ----------- | ------ | ------ |
| 2019-2020       | Monarcas Morelia | LM              | 2          | 0          | CM              | 5               | 0               |                    | -                  | -                  |             | -           | -           | 7      | 0      |
| 2020-2021       | Panaitōlikos     | SL              | 12+4       | 0          | CG              | 1               | 0               |                    | -                  | -                  |             | -           | -           | 17     | 0      |
| 2021-2022       | UD Logroñés      | PDR             | 23         | 0          | CR              | 0               | 0               |                    | -                  | -                  |             | -           | -           | 23     | 0      |
| 2022-2023       | Hermannstadt     | L1              | 7          | 0          | CR              | 4               | 0               |                    | -                  | -                  |             | -           | -           | 11     | 0      |
| Totale carriera | Totale carriera  | Totale carriera | 48         | 0          |                 | 10              | 0               |                    | -                  | -                  |             | -           | -           | 58     | 0      |